# Propedies olivaceus
Propedies olivaceus är en insektsart som först beskrevs av Bruner, L. 1913.  Propedies olivaceus ingår i släktet Propedies och familjen gräshoppor. Inga underarter finns listade i Catalogue of Life.